# 216 pr. n. št.
Stoletja: 4. stoletje pr. n. št. - 3. stoletje pr. n. št. - 2. stoletje pr. n. št.
Desetletja: 260. pr. n. št. 250. pr. n. št. 240. pr. n. št. 230. pr. n. št. 220. pr. n. št. - 210. pr. n. št. - 200. pr. n. št. 190. pr. n. št. 180. pr. n. št. 170. pr. n. št. 160. pr. n. št.
Leta: 221 pr. n. št. 220 pr. n. št. 219 pr. n. št. 218 pr. n. št. 217 pr. n. št. - 216 pr. n. št. - 215 pr. n. št. 214 pr. n. št. 213 pr. n. št. 212 pr. n. št. 211 pr. n. št.

## Dogodki
- bitka pri Kanah